# Беришьо
Беришьо (на шведски: Bergsjö, на шведски се изговаря по-близко до Берихьо) е малък град в лен Йевлебори, централна Швеция. Главен административен център на община Норданстиг. Намира се на около 300 km на север от столицата Стокхолм. Населението на града е 1266 жители според данни от преброяването през 2010 г.